# Beltrum

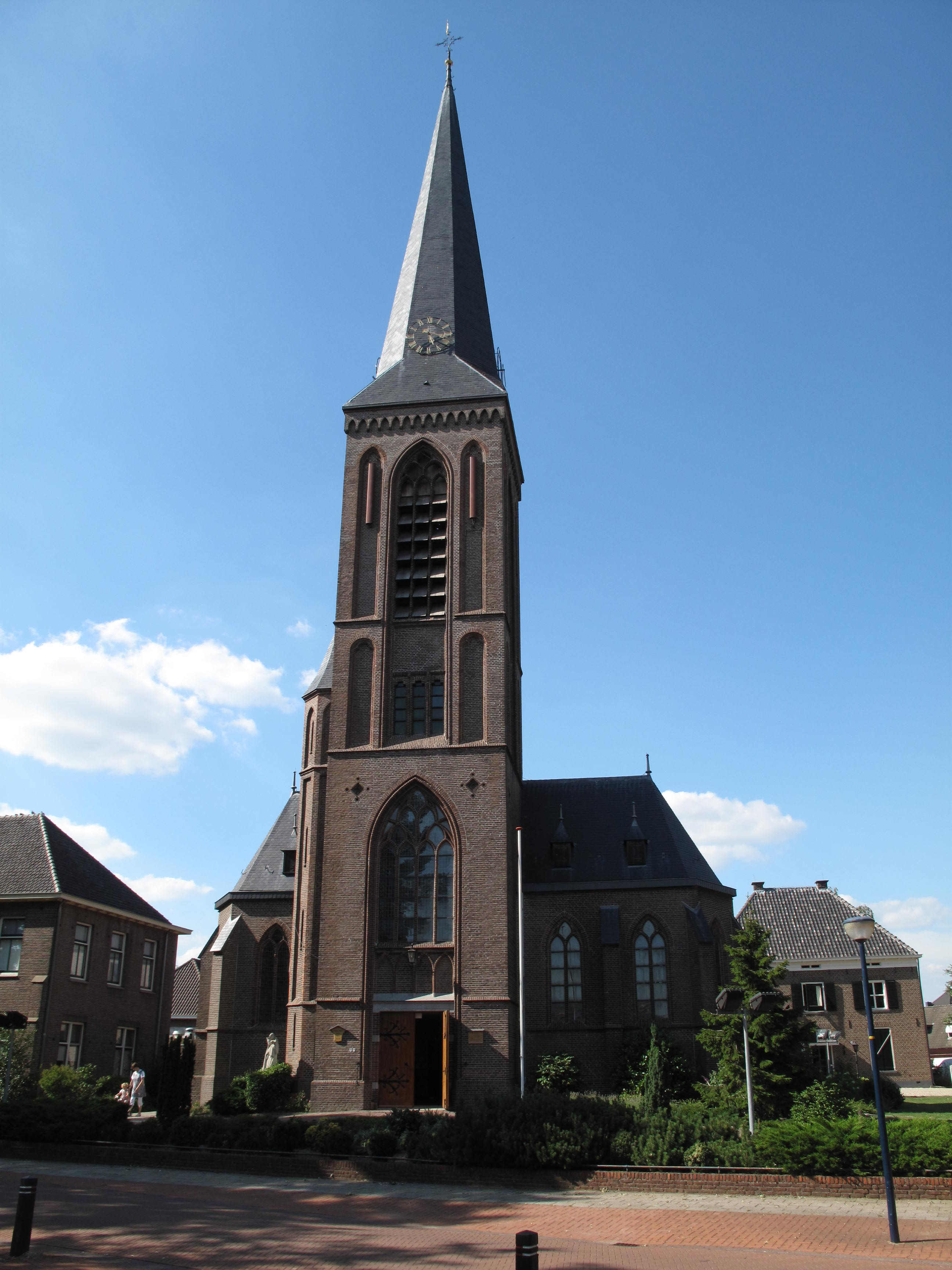
Beltrum, église: Onze Lieve Vrouw ten Hemelopneming

Beltrum est un village appartenant à la commune néerlandaise de Berkelland. Le 1er janvier 2007, le village comptait 3 010 habitants.
Le 13 avril 1819, la commune de Beltrum a été rattachée à Eibergen.